# Francisco Moretó
Francisco Moretó fue un religioso natural de Cataluña, España, del siglo XVII.

## Biografía
Francisco fue presbítero, notario y regente de la escribanía episcopal de Gerona.
Es el verdadero autor del Episcopologio que se halla en las sinodales de aquel Obispado y que se ha atribuido a Francisco Romaguera.
Es muy de tenerse presente la disertación de F. Dorca Advertencias sobre la necesidad de rectificarse el Episcopologio, en su colección de noticias de los santos mártires de Gerona: No es obra del expresado Francisco Romaguera este Episcopologio de sus sinodales sino de Francisco Moretó, notario y regente de la escribanía episcopal de Gerona, a quien no deben atribuirse como propios los defectos que tiene, sino como adoptados o transcritos de los tres Episcopologios anteriores de que se valió

## Obra
- Episcopologio de  Gerona